# Lawrence Adjei
Lawrence Adjei-Okyere (* 23. März 1979 in Accra) ist ein ehemaliger ghanaischer Fußballspieler.

## Werdegang
Der Mittelfeldspieler begann seine Profikarriere im Jahre 1997 bei Ashanti Gold und wechselte drei Jahre später zu Asante Kotoko SC. Mit diesem Verein gewann er im Jahre 2001 den ghanaischen Pokal, bevor er zu Spartak Moskau wechselte. Nach nur einem Einsatz wechselte Adjei zum deutschen Zweitligisten Arminia Bielefeld, für die er in fünf Ligaspielen einmal traf. In der Saison 2002/03 war Adjei für Eintracht Trier aktiv, bevor er in sein Heimatland Ghana zurückkehrte und sich dem Verein Accra Hearts of Oak anschloss. Mit diesem Club wurde Adjei zweimal Meister und gewann 2004 den CAF Confederation Cup. Nach einem kurzen Abstecher zum chinesischen Club Hohhot Black Horse spielte Adjei im Jahre 2008 für den indischen Verein Sporting Clube de Goa, bevor er zum Sporting Club de Bangui aus der Zentralafrikanischen Republik wechselte, wo er 2010 seine Karriere beendete.

### International
Zwischen 2001 und 2005 spielte Adjei siebenmal für die ghanaische Nationalmannschaft, wobei er ein Tor erzielte.

### Persönliches
Sein Neffe Samuel Adjei spielte für die US-amerikanische U-15, U17-Nationalmannschaft und die Ghanaische U-20-Nationalmannschaft, seit Anfang 2018 steht er bei Hawke’s Bay United unter Vertrag.